# 戈捷·格吕米耶
戈捷·格吕米耶（法語：Gauthier Grumier，1984年5月29日—）生于讷韦尔，是一名法国击剑运动员，主攻重剑项目。他曾获得两枚奥运奖牌（包括1金1铜）以及多枚世锦赛和欧锦赛奖牌。

## 生平
格吕米耶3岁时开始随父亲练习击剑，2006年，他和队友代表法国队出战2006年世界击剑锦标赛男子重剑比赛，最终他获得团体金牌，2008年9月，他加入了勒瓦卢瓦体育俱乐部。此后，格吕米耶为法国队斩获2009年、2010年、2011年和2014年世锦赛团体重剑金牌以及2012年世锦赛团体重剑银牌，个人项目方面，他曾获2010年和2015年世锦赛银牌以及2014年世锦赛铜牌。
格吕米耶曾代表法国队参加过两届奥运，2012年，他首度出战奥运，并在第一轮比赛上负于挪威选手Bartosz Piasecki，无缘下一轮。四年后的里约奥运，他出战个人和团体两个项目，在个人项目上，他成功闯入四强，尽管在半决赛上负于匈牙利选手伊姆赖·盖佐，但他随后在三四名决赛上击败瑞士选手本亚明·斯特芬并获得一枚铜牌。随后他联同队友出战团体项目，最终收获一枚金牌。
里约奥运结束后，他选择退役，并表示希望以教练员的身份出现在2020年东京奥运的赛场上。2016年12月1日，他获授法国荣誉军团勋章。